# Schwarzbauch-Glanzschwänzchen
Das Schwarzbauch-Glanzschwänzchen (Metallura phoebe), manchmal auch Rußglanzschwänzchen genannt, ist eine Vogelart aus der Familie der Kolibris (Trochilidae). Die Art hat ein großes Verbreitungsgebiet, das etwa 140.000 Quadratkilometer in den südamerikanischen Andenländern Peru und Bolivien umfasst. Der Bestand wird von der IUCN als „nicht gefährdet“ (least concern) eingestuft.

## Merkmale

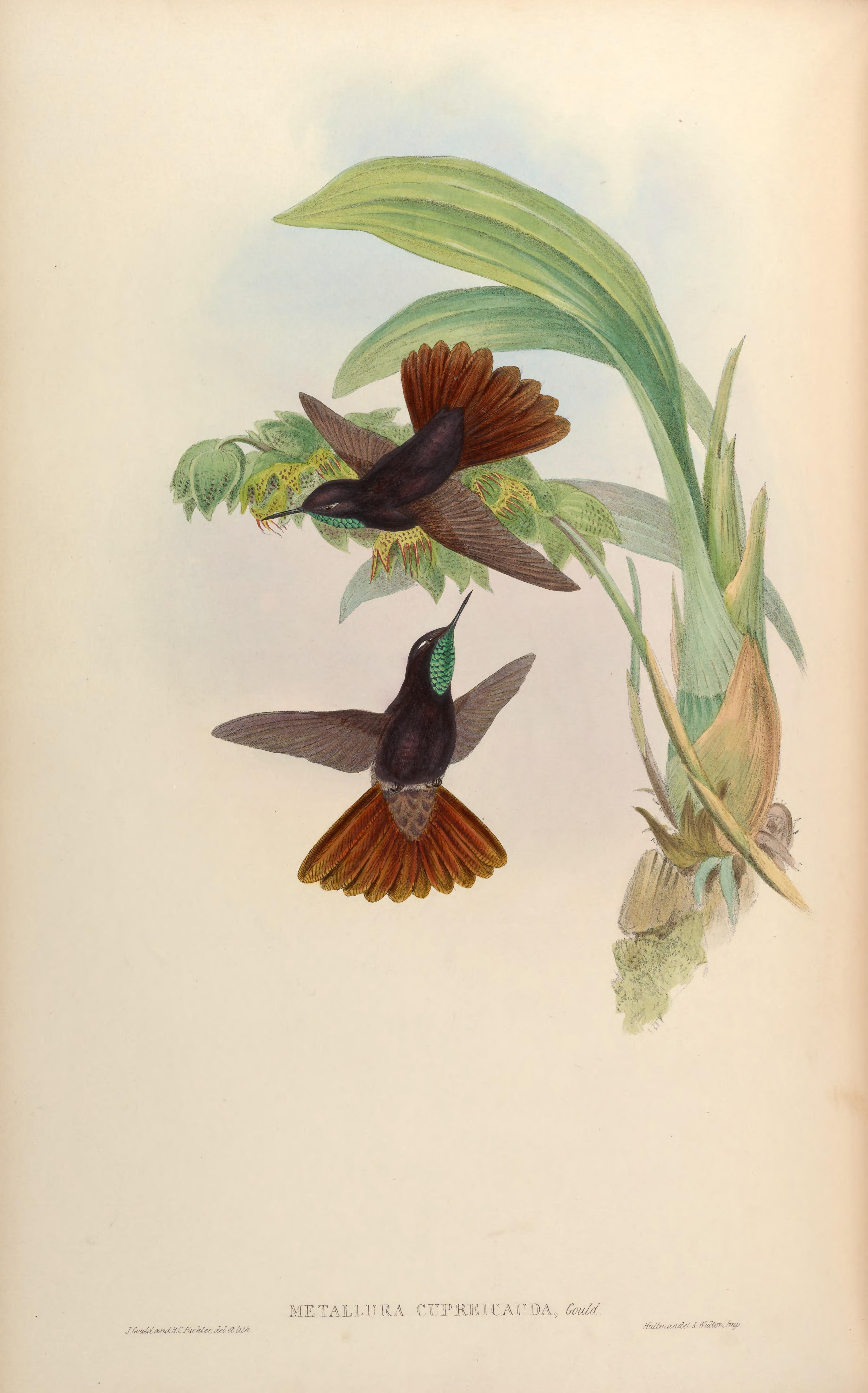
Zeichnung

Schwarzbauch-Glanzschwänzchen erreichen eine Körperlänge zwischen 11,5 und 12,5 Zentimetern. Der Schnabel erreicht eine Länge von 15 bis 17 Millimetern. Damit ist das Schwarzbauch-Glanzschwänzchen größer als die meisten anderen Glanzschwänzchen-Arten. Außerdem ist das Gefieder wesentlich dunkler als bei anderen Glanzschwänzchen. Während die Männchen fast schwarz sind, sind die Weibchen eher rauchgrau. Ihr langer Schwanz ist kupferrot. Am Hals besitzen die Männchen einen grünblauen Fleck, der bei den Weibchen etwas kleiner ist. Die Vögel senken nachts ihre Körpertemperatur stark ab auf 3,3 °C.

## Habitat
Man findet das Schwarzbauch-Glanzschwänzchen in Gebirgsbüschen und offenen Wäldern. Zu den bevorzugten Baumarten gehören unter anderem die in den Anden vorkommenden Polylepis-Arten. Häufig sieht man den Kolibri auch im Tal des Marañón. Lokal wurden Populationen in den intermontanen Tälern von Pasco sowie Junín gesehen. Der Vogel bewegt sich in Höhen zwischen 2700 und 4300 Metern.
Es wird vermutet, dass die Art bis in den Norden Chiles verbreitet ist. Zwei ältere gesammelte Exemplare stammen vermutlich aus Bolivien.

## Unterarten
Im Moment sind keine Unterarten des Schwarzbauch-Glanzschwänzchen bekannt. Die Art gilt als monotypisch.

## Etymologie und Forschungsgeschichte
Adolphe Delattre und René Primevère Lesson beschrieben das Schwarzbauch-Glanzschwänzchen unter dem Namen Ornismya phoebe. Das Typusexemplar stammte aus den Kordilleren Perus und wurde von Delattre während seiner Reise durch Amerika gesammelt. Erst später wurde es der Gattung Metallura zugeschlagen. Das Wort Metallura leitet sich von den griechischen Wörtern μέταλλον métallon für „Metall“ und ουρά ourá für „Schwanz“ ab. Das Wort phoebe bezieht sich auf Phoibe, eine Titanin der griechischen Mythologie.